# Sewahenre Senebmiu
Sewah-en-Re Senebmiu war ein altägyptischer König (Pharao) der Zweiten Zwischenzeit (etwa von 1780 bis um 1550 v. Chr.). Seine genaue Einordnung ist unsicher.

## Belege
Der Name Sewah-en-Re erscheint in der Königsliste von Karnak, auf einem Skarabäus und auf einem hölzernen Stab, der sich als Beigabe im Grab des „Königsbekannten“ und „Vorstehers der Marschlandbewohner“ Senebni fand, von dem Herrscher diesem Beamten geschenkt worden ist und eine königliche Widmungsformel trägt. Auf dem Bruchstück einer Stele aus Gebelein findet sich der Geburtsname des Herrschers Senebmiu. Auf dem Fragment eines kleinen Naos aus Theben befinden sich der Eigen- und Thronname vereint.
Die Einordnung des Herrschers innerhalb der Zweiten Zwischenzeit ist unsicher. Meist wird er der 13. Dynastie zugeordnet. Im Turiner Königspapyrus ist der Name eines Herrschers zum Teil erhalten …nre und es gab Versuche, diesen Beleg mit Sewahenre zu identifizieren. Dies scheint möglich, ist aber nicht zwingend.